# 31 marzo
Il 31 marzo è il 90º giorno del calendario gregoriano (il 91º negli anni bisestili). Mancano 275 giorni alla fine dell'anno.

## Eventi
- 307 – Dopo il divorzio da Minervina, Costantino I sposa Fausta, figlia dell'ex imperatore romano Massimiano[1];
- 1492 – I re di Spagna Isabella di Castiglia e Ferdinando II d'Aragona firmano il decreto di espulsione dai loro Stati degli ebrei, dopo anni di pressioni e vista l'inutilità dell'Inquisizione;
- 1495 – È stretta la Lega Santa  (o Lega di Venezia) tra papa Alessandro VI, Ludovico il Moro, la Repubblica di Venezia, l'imperatore Massimiliano I, Ferdinando II d'Aragona e il Regno d'Inghilterra allo scopo di espellere gli invasori francesi dall'Italia[2];
- 1504 – Con la firma dell'Armistizio di Lione, il Regno di Napoli passa alla Spagna e il Ducato di Milano al Regno di Francia;
- 1814 – Occupazione di Parigi da parte di Alessandro I di Russia per costringere Napoleone ad abdicare[3];
- 1854 – L'Impero giapponese apre il porto di Shimonoseki alle navi americane[4];
- 1866 – Attacco navale delle forze spagnole al porto di Valparaíso (Cile)[5];
- 1878 – Thomas Alva Edison rende pubblica l'invenzione del fonografo[senza fonte];
- 1889 – Viene inaugurata a Parigi la Torre Eiffel;
- 1909 – La Serbia accetta il controllo dell'Austria sulla Bosnia ed Erzegovina[6];
- 1909 – Ai cantieri Harland & Wolff di Belfast viene impostato lo scafo della nave da crociera RMS Titanic;
- 1917 – Gli Stati Uniti d'America prendono possesso delle Isole Vergini Americane dietro il pagamento di 25 milioni di dollari alla Danimarca;
- 1921 – Inizio delle Giornate Rosse allistine;
- 1930 – Istituzione del Codice Hays nel cinema: imporrà nei successivi quarant'anni rigide regole alle sceneggiature di film nel trattare temi come sessualità, crimine, religione e violenza;
- 1931 – Un terremoto distrugge Managua (Nicaragua): duemila le vittime [7];
- 1934 – A Roma viene firmato un accordo segreto fra la destra politica spagnola e il fascismo italiano[8];
- 1935 – Il re Vittorio Emanuele III inaugura la Città universitaria di Roma;
- 1936 – Guerra d'Etiopia: inizia la battaglia di Mai Ceu;
- 1939 – Il primo ministro inglese Neville Chamberlain annuncia che Francia e Regno Unito daranno alla Polonia «tutto l'appoggio possibile»[9];
- 1945 – Seconda guerra mondiale: un pilota tedesco disertore consegna un Messerschmitt Me 262A–1, aereo da combattimento a reazione schierato in azione dalla Germania verso la fine della seconda guerra mondiale, agli statunitensi; il velivolo fu tra i primi a cadere nelle mani degli Alleati;
- 1949 – Karl Abarth fonda la Società Abarth & C.[10];
- 1951 – La Remington Rand consegna il primo computer UNIVAC I agli uffici del Censimento degli Stati Uniti;
- 1966 – L'Unione Sovietica lancia Luna 10, il primo velivolo spaziale ad entrare nell'orbita lunare;
- 1967 – Jimi Hendrix dà fuoco alla sua chitarra Stratocaster durante l'esecuzione del brano Fire; l'atto, culmine della tendenza di Hendrix a distruggere ritualmente i suoi strumenti, verrà ripetuto in seguito in altri suoi concerti[11];
- 1970 – L'Explorer I rientra nell'atmosfera terrestre dopo dodici anni di orbita;
- 1985 – New York: al Madison Square Garden si tiene la prima edizione di WrestleMania, che vide come match principale Mr T e Hulk Hogan trionfare su Roddy Piper e Paul Orndorff;
- 1986 – Un aeroplano Boeing 727 messicano diretto a Puerto Vallarta esplode in volo schiantandosi contro le montagne a nord–ovest di Città del Messico: centosessantasei le vittime[12];
- 1991 – Scioglimento dell'Alto Comando Unificato del Patto di Varsavia;
- 1994 – La pubblicazione Nature riferisce del ritrovamento in Etiopia del primo teschio completo di Australopithecus afarensis[13];
- 1995 – Due minuti dopo il decollo, l'Airbus A310–324 del volo Tarom 371 operato dalla compagnia aerea rumena TAROM si schianta vicino a Bucarest: tutti i 60 passeggeri a bordo rimangono uccisi;
- 1997 – Martina Hingis all'età di 16 anni diventa la più giovane numero uno del tennis nella storia di questo sport;
- 1998 – Viene diffuso il codice sorgente di Netscape[14];
- 2005
  - Washington: muore Terri Schiavo, dopo aver vissuto per 15 anni in coma vegetativo, diventando un grande caso mediatico sia negli USA che nel resto del mondo; il 18 marzo precedente il marito Michael aveva ottenuto dal tribunale l'autorizzazione a interrompere l'alimentazione artificiale della moglie, malgrado i genitori della donna fossero decisamente contrari;
  - Principato di Monaco: il principe Alberto assume la reggenza succedendo al padre malato, Ranieri III di Monaco, che si spegnerà il successivo 6 aprile[15];
  - Brasile: strage nel distretto di Baixada Fluminense.

## Nati
Ci sono circa 1 140 voci su persone nate il 31 marzo; vedi la pagina Nati il 31 marzo per un elenco descrittivo o la categoria Nati il 31 marzo per un indice alfabetico.

## Morti
Ci sono circa 530 voci su persone morte il 31 marzo; vedi la pagina Morti il 31 marzo per un elenco descrittivo o la categoria Morti il 31 marzo per un indice alfabetico.

## Feste e ricorrenze

### Internazionali
- Giornata mondiale del backup, introdotta dal 2011 per rendere consapevoli gli utenti riguardo a questa importante pratica.

### Nazionali
- Malta – Freedom Day

### Religiose
Cristianesimo:
- Sant'Agilulfo di Colonia, vescovo
- Santa Balbina da Roma, martire
- San Beniamino di Persia, diacono e martire
- San Guido di Pomposa, abate
- San Maurisilio di Milano (Maurilio), vescovo
- Beato Bartolomeo Blanco, religioso mercedario
- Beato Bonaventura Tornielli da Forlì, sacerdote servita
- Beato Cristoforo Robinson, martire
- Beato Daniele di Ungrispach, martire camaldolese
- Beata Giovanna di Tolosa, contessa, terziaria carmelitana
- Beata Natalia Tulasiewicz, martire

Religione romana antica e moderna:
- Dedica del Tempio della Luna sull'Aventino